# انجیلی‌سانان
انجیلی‌سانان (Hamamelidales) یکی از راسته‌های گیاهان است.
انجیلی‌سانان راسته‌ای کوچک از دولپه‌ای‌های درختی و درختچه‌ای با حدود صد گونه است که دارای سه تیره می‌باشد.